# Lorenzo Ornaghi
Lorenzo Ornaghi (né le 25 octobre 1948 à Villasanta) est un professeur universitaire devenu le 16 novembre 2011, ministre pour les Biens et activités culturels du gouvernement Monti.

## Biographie
Faisant partie de l'université catholique du Sacré-Cœur, il est d'abord diplômé de sciences politiques de cette université à Milan en 1972 et y travaille comme chercheur jusqu'en 1987, date à laquelle il devient professeur associé de l'université de Teramo. 
En 1990, il revient à la Catholique de Milan en devenant le titulaire de la chaire de sciences politiques de la faculté du même nom (qui fut celle de son « maître » Gianfranco Miglio) et d'histoire des doctrines politiques. Après avoir été pro-recteur chargé des relations internationales durant le rectorat de Sergio Zaninelli, en 2002, il est élu recteur. En 2006, il est réélu pour un second mandat de quatre ans et est réélu en 2010.

### Thèmes de recherche
Auteur de nombreux volumes et essais publiés sur des revues italiennes et internationales, dans les dernières années, en sus des enquêtes sur le système politique et sur les élites italiennes, il s'est intéressé à l'intégration politique et institutionnelle de l'Europe et au thème de la Constitution européenne.

### Fonctions diverses
C'est également :
- le directeur de l'ASERI (Haute École d'économie et de relations internationales) ;
- le directeur de la revue Vita e pensiero (« Vie et pensée ») ;
- le vice-président du quotidien catholique Avvenire ;
- le vice-président de la fondation Vittorino Colombo de Milan ;
- membre du conseil d'administration de la fondation Policlinico IRCCS de Milan ;
- de 2001 à 2006, il a été président de l'Agenzia per le ONLUS.

En 2006, il a été décerné de l'Ambrogino d'oro par la ville de Milan.